# Le Chat botté (film, 1955)
Pour les articles homonymes, voir Le Chat botté (homonymie).
Pour plus de détails, voir Fiche technique et Distribution.
Le Chat botté (titre original : Der gestiefelte Kater) est un film allemand réalisé par Herbert B. Fredersdorf (de) sorti en 1955.
Il s'agit d'une adaptation du conte par les frères Grimm principalement.

## Synopsis
Après la mort du meunier, ses trois fils, qui travaillaient tous pour leur père au moulin, s'assoient et discutent de l'héritage. Une fois les trente thalers répartis équitablement, les biens matériels restants sont traités. Le fils aîné Franz, qui s'est chargé de partager l'héritage, revendique immédiatement le moulin pour lui-même et partage ensuite ses deux frères en parts. Au début, le frère Dummerjahn reçoit l'âne et un bretzel. Heinrich, l'autre frère, hérite du chat Hinz, que Franz décrit comme "l'héritage le plus cher de notre père". Alors que Dummerjahn est d'accord avec la division, Heinrich critique l'approche de Franz : « Même enfant, tu as toujours voulu tout et tu ne connaissais pas le mot division ». Puis les deux frères sont contraints par Franz de quitter le moulin. Alors que Dummerjahn se dirige vers le nord avec contentement et confiance, Heinrich part aussi. Le chat Hinz est aussi chassé par Franz. Fuyant Franz, il jette un sac de farine sur la tête de Franz et rattrape Heinrich, tristement assis dans un pré. Heinrich remarque que le chat Hinz peut marcher sur deux pattes et parler. Hinz explique qu'il a appris à parler avec le meunier et qu'il devrait aussi aider Heinrich « comme si tu étais un comte », car son père avait prévu le comportement de Franz. Pendant ce temps, dans un château dans la forêt au-dessus de la prairie, le magicien Saufdichvoll ronfle si fort que Heinrich et Hinz peuvent l'entendre en bas. Les meubles tremblent et les pages des livres du magicien tournent d'elles-mêmes à cause des ronflements intenses. Un garçon curieux qui s'est faufilé dans le bureau du sorcier est capturé par le sorcier et menacé d'être transformé en arbre pour décorer l'étang du jardin du sorcier.
Hinz demande au fils du meunier de lui acheter une paire de bottes. Ensuite, il le remerciera avec bonheur et richesse. Il prend les bottes. Le Chat Botté erre dans le royaume du roi Wonnebald et de sa fille Rosine. Au début, le garde à la barrière hésite à le laisser passer la frontière, car le roi ne veut plus voir de chats. Mais en faisant remarquer qu'il est un matou, il peut d'abord distraire le bavard garde-frontière. Il apprend de ce dernier qu'il n'y a que du poulet à manger dans le royaume de Wonnebald et que le roi souffre d'un mal d'estomac, car il est toujours en colère contre le magicien Saufdichvoll. Lorsque Hinz apprend également qu'il y a une forte récompense pour la viande de lapin, il part à la chasse. Il se rend ensuite au château, où les trois médecins personnels royaux, qui sont en désaccord sur leurs approches thérapeutiques, sont critiqués par la princesse pour leur inutilité. Contre l'avis des médecins, Rosine insiste pour que le roi mange des pigeons et des lapins, car elle en a rêvé. Lorsque Hinz sonne à la porte, elle persuade son père de laisser entrer le matou et défend également Hinz contre les médecins. Pendant l'audience, Hinz présente au roi Wonnebald deux lapins. Il parle également de son maître riche et séduisant, le "Comte de Carabas" et reçoit une armure et une épée pour Heinrich en guise de remerciement. En retour, il laisse son chapeau à Rosine. Avec l'ordre d'amener quatre pigeons sauvages le lendemain, Hinz repart. Il rencontre Heinrich dans le pré, lui tend l'épée et lui parle de ses projets. Mais Heinrich, qui a très faim, n'écoute pas vraiment. Pendant ce temps, son frère Franz visite la tour du magicien Saufdichvoll et est transformé par lui en armure. Le lendemain, Hinz apporte les quatre pigeons au roi Wonnebald. Encore une fois, il refuse une récompense élevée et aussi l'offre d'entrer au service du roi, car « le salaire que je reçois du comte de Carabas ruinerait définitivement le trésor ».
Pour se distraire, Wonnebald et Rosine décident d'inspecter les frontières de l'empire. Le roi et sa fille sont curieux et veulent en profiter pour rendre visite au prétendu "comte". Le chat l'a persuadé de nager dans un lac, ainsi Hinz cache les vêtements d'Heinrich. Au passage de la voiture royale, celle-ci est arrêtée par Hinz, qui rapporte que le "comte de Carabas" se noie dans le lac. Le roi fait secourir Heinrich par les laquais qui l'accompagnent et donne également des instructions pour lui fournir des vêtements. Maintenant, le roi veut ramener le prétendu comte à la maison, le chat les dirige vers le château du magicien Saufdichvoll. Alors que le roi Wonnebald et Rosine s'occupent d'Heinrich, Hinz court devant. En cours de route, il ordonne aux paysans travaillant dans les champs de prétendre que ces champs appartenaient au "comte de Carabas". Hinz fait irruption dans le château du magicien et entame une conversation avec Saufdichvoll, qui menace d'abord de transformer le chat en divers modèles d'horloge. En louant habilement sa compétence, sa réputation et son vin, Hinz parvient à mettre le magicien dans une humeur indulgente. Alors l'ivrogne flatté montre ses arts magiques et se transforme d'abord en chien puis en éléphant. À la suggestion de Hinz, le magicien se transforme finalement en souris et est mangé par le chat. Il attrape la baguette magique et transforme les horloges qui traînent dans le château en personnes. Il les charge de servir le "comte de Carabas" et de le saluer, ainsi que le roi et la princesse, dont la voiture vient d'arriver. Les serviteurs reçoivent le roi, la princesse et le prétendu comte avec une grande joie. En chemin à travers son nouveau château, Heinrich est interpellé par l'une des armures qui est la transformation de son frère Franz. Les serviteurs reçoivent l'ordre de libérer Franz de l'armure, après quoi ils le font sortir du château avec l'armure. Lorsque Franz touche le sol, il parvient à s'échapper de l'armure. Entre-temps, le matou dit au roi que le magicien est mort et a vendu son château au comte. Le roi apprend également qu'Heinrich est tombé amoureux de Rosine au moment où il lui demande sa main. Une fois que les amants se sont retrouvés, le chat décide de se retirer et enlève ses bottes pour se mettre à l'aise derrière le poêle. 
Quand Heinrich et Rosine se marient, Hinz est allongé sur un coussin de velours à côté de l'autel.

## Fiche technique
- Titre : Le Chat botté
- Titre original : Der gestiefelte Kater
- Réalisation : Herbert B. Fredersdorf (de)
- Scénario : Christof Schulz-Gellen
- Musique : Richard Stauch (de)
- Directeur artistique : Alfred Bustow
- Photographie : Ted Kornowicz (de)
- Montage : Anneliese Krigar
- Production : Alfred Förster
- Société de production : Förster Film
- Société de distribution : Jugendfilm-Verleih
- Pays de production :  Allemagne de l'Ouest
- Langue : allemand
- Format : Couleur - 1,37:1 - Mono - 35 mm
- Genre : Film pour enfants
- Durée : 67 minutes
- Dates de sortie :
  - Allemagne de l'Ouest : 2 septembre 1955.
  - France : 29 août 1958[1].
  - États-Unis : 1er janvier 1967.

## Distribution
- Margitta Sonke (de) : Hinz, le chat
- Harry Wüstenhagen (de) : Heinrich
- Christa Oenicke (de) : la princesse Rosine
- F. W. Schröder-Schrom : le roi Wonnebald
- Helmut Ziegner : le sorcier Saufdichvoll
- Martin Volkmann : Dummerjahn
- Günter Hertel : Franz
- Wilhelm Groothe (de) : Le garde-frontière

## Adaptation
Contrairement aux frères Grimm, tous les personnages ont un nom.

## Production
Une partie du tournage a lieu au château de Burg (cour, salle des chevaliers) et au château de Hohenscheid (tous deux près de Solingen). Le studio de fortune est également installé au château de Burg.
La version américaine du film a pour narrateur par Paul Tripp.